# Abdullah Al-Naqbi
Abdullah Al-Naqbi (tiếng Ả Rập: عبد الله النقبي) (sinh ngày 28 tháng 4 năm 1993) là một cầu thủ bóng đá người Các Tiểu vương quốc Ả Rập Thống nhất. Hiện tại anh thi đấu ở vị trí tiền vệ cho Shabab Al-Ahli.